# یک مرد خوب (فیلم ۲۰۲۰)
یک مرد خوب (به انگلیسی: A Good Man) یک فیلم درام فرانسوی و بلژیکی به کارگردانی و تهیه کنندگی ماری-کاستیل مونتین-شوار، از فیلمنامه مونتین-شوار و کریستین سوندرگر است. بازیگران نوئمی مرلان، سوکو و آلیسون پارادی هستند. 
این فیلم قبل از کنسل شدن آن به دلیل دنیاگیری کروناویروس ، در جشنواره کن ۲۰۲۰ منتشرشد. این اثر  در تاریخ ۳ مارس ۲۰۲۱ اکران سینمایی شد.     